# انتصاب القضيب
الانتصاب ويُعرف أيضاً باسم الانتشار أو النعوظ أو الإنعاظ هو زيادة في حجم القضيب عند الذكور وهو ظاهرة فسيولوجية يصبح فيها القضيب أكثر توسعاً وتضخماً. ينتج الانتصاب القضيبي عن تفاعل معقد لعوامل نفسية وعصبية ووعائية وصماء، وغالباً ما يرتبط بالإثارة الجنسية أو الانجذاب الجنسي على الرغم من أن الانتصاب يمكن أن يكون أيضاً عفوياً. يختلف ويتنوع كل من شكل وزاوية واتجاه الانتصاب بشكل متفاوت عند البشر.
من الناحية الفسيولوجية، تحدث عملية الانتصاب عبر الجهاز العصبي اللاودي وهو قسم من الجهاز العصبي الذاتي حيث يسبب ارتفاع مستويات أكسيد النيتريك (وهو موسع وعائي) في شرايين ترابيق الأجسام الكهفية والعضلات الملساء الموجودة في القضيب مما يؤدي إلى تمدد الشرايين مما يسبب امتلاء الأجسام الكهفية في القضيب (وبدرجة أقل في الأجسام الإسفنجية) بالدم وفي نفس الوقت عضلة الإسكية الكهفية وعضلة البصلية الإسفنجية تنضغط على الأوردة من كفرنوسا فتحد من دوران هذا الدم. يزول الانتصاب عندما يقلّ نشاط الجهاز العصبي اللاودي إلى القيمة القاعديّة.

## انتصاب القضيب

### الجهاز العصبي الذاتي
يتم انتصاب القضيب عن طريق الإثارة الجنسية بإحدى من طريقتين:
1. عن طريق إثارة مراكز الحواس بالمخ مثل مراكز السمع، البصر، الشم والتخيل.
2. عن طريق الإثارة الطرفية أو الاحتكاك المباشر لجلد القضيب.

وكل من الطريقتين تقويان بعضهما بعضا وتختلف درجة الإثارة من كل طريقة حسب الشخص وعمره فكلما كان الشخص صغير السن تكون الطريقة الأولى هي الأقوى، وكلما كبر في السن تكون طريقة الاحتكاك المباشر هي الأقوى أو عن طريق الأعصاب لانها تعطي اثر لها.
الانتصاب يكون أحيانا عند الاستيقاظ من النوم وتكون المثانة ممتلئة.

### الشكل والحجم
حجم القضيب المنتصب ثابت خلال حياة ذكر الإنسان بعد البلوغ. يمكن زيادة حجم القضيب عبر عمل جراحي، على الرغم من أن تكبير القضيب مثير للجدل وأغلبية الرجال كانوا «غير راضين» عن النتائج، وفقاً لإحدى الدراسات.

### الانتصاب الليلي
قد ينتصب القضيب خلال النوم أو عند الاستيقاظ. هذا النمط من الانتصاب يعرف طبيا بالتورم الليلي للقضيب (بالعامية الإنجليزية: مجد الصباح morning glory).

### الاتجاه
| الزاوية (°) | نسبتها لدى السكان |
| ----------- | ----------------- |
| 0–30        | 5                 |
| 30–60       | 30                |
| 60–85       | 31                |
| 85–95       | 10                |
| 95–120      | 20                |
| 120–180     | 5                 |

## انتصاب البظر
هو الجزء القابل للاستطالة من العضو التناسلي الأنثوي، البظر يماثل تشريحيا أجزاء القضيب عند الرجل، وبعبارة أخرى فان للبظر نفس المصدر الجنيني الذي ينشأ منه القضيب وإن كان يؤدي وظيفة مختلفة. وينتصب البظر بنفس الآليات التي ينتصب بها القضيب نتيجة الإثارة والشهوة الجنسية لدى الأنثى. الزيادة في حجم البظر وانتفاخه مماثلة للقضيب ولكنها غير ملحوظة لصغر حجم البظر ولأن جزءه الأعظم داخل جسم الأنثى.